# Craig Bellamy
Craig Douglas Bellamy (sinh ngày 13 tháng 7 năm 1979 tại Cardiff) là một cựu cầu thủ bóng đá chuyên nghiệp xứ Wales, anh thường chơi ở vị trí tiền đạo và tiền vệ cánh, anh được nhận băng đội trưởng đội tuyển quốc gia xứ Wales từ đội trưởng Ryan Giggs vào năm 2007.
Anh bắt đầu sự nghiệp của mình với câu lạc bộ Norwich City, sau đó lần lượt thi đấu cho Coventry City, Newcastle United, Celtic (cho mượn), Blackburn Rovers, Liverpool, West Ham United, Manchester City, Cardiff City (cho mượn) và quay trở lại Liverpool, tiếp đó lại về Cardiff City.

## Tại Liverpool
Bellamy tới Liverpool trong mùa giải 2006-07 dưới thời huấn luyện viên Rafael Benitez. Anh đã ghi 9 bàn thắng đặc biệt là có bàn thắng vào lưới câu lạc bộ Barcelona chắc hẳn là một trong những bàn thắng đáng nhớ nhất, anh thi đấu cùng với John Arne Riise. Anh cũng là người kiến tạo cho một đường chuyền cho Peter Crouch ghi bàn thắng trước Chelsea trong trận tranh cúp FA Community Shield.
Sau khi chia tay Liverpool, anh thi đấu tại nhiều câu lạc bộ khác nhau và đến kỳ chuyển nhượng hè 2011, Bellamy lại đến Anfield theo dạng chuyển nhượng tự do. Anh liên tiếp ghi bàn trong những trận đấu quan trọng của Lữ đoàn đỏ và cũng lập thành tích ghi 7 bàn trong 7 trận đấu liên tiếp.